# Frank de la Paz Perdomo
Frank de la Paz Perdomo (Santa Clara, Cuba, 24 de mayo de 1975) es un Gran Maestro Internacional de ajedrez cubano.

## Resultados destacados en competición
Participó representando a Cuba en una Olimpíadas de ajedrez en 1998 en Elistá.
En 2001, ganó el torneo de Madrid, empatado con Irisberto Herrera y Radek Kalod. En 2003, ganó el torneo de La Pobla de Lillet.
En 2004, ganó el torneo de Barberá del Vallés, empatado con Yuri González Vidal y Ewgeni Janew, y de Santa Clara, Memorial Guillermo García González Premier B. En 2006, ganó el torneo de Alcalá de Henares, empatado con Holden Hernández Carmenates y Julian Radulski.
En 2009, ganó el torneo Campeonato Nacional de Ajedrez Valladolid, realizado en el puerto de Mazatlán.

## Actualidad
En la actualidad el destacado ajedrecista es CEO de la Compañía Distribuciones Compupaz, en la cual ha destacado sobre todas las demás por su calidad y precio competitivo. Gracias a las estrategias del intrépido Sr. De La Paz, la compañía se encuentre entre los Top "5" Ecommerce actual de la República Mexicana.